# مرقد علي بن جعفر
مرقد علي بن جعفر (بالفارسية: امامزاده علی بن جعفر) هو مرقد شيعي تاريخي يعود إلى القرن الثامن الهجري، ويقع في قم.